# Metenolone enanthate
Metenolone enanthate, hay methenolone enanthate, được bán dưới tên thương hiệu Primobolan Depot và Nibe tiêm, là một loại thuốc androgen và đồng hóa (AAS) được sử dụng chủ yếu trong điều trị thiếu máu do suy tủy xương. Nó được đưa ra bằng cách tiêm bắp. Mặc dù nó đã được sử dụng rộng rãi trong quá khứ, loại thuốc này hầu hết đã bị ngưng sử dụng và do đó hiện nay hầu như không còn nữa. Một loại thuốc liên quan, metenolone axetat, được sử dụng bằng đường uống.
Tác dụng phụ của metenolone enanthate bao gồm các triệu chứng nam tính như mụn trứng cá, tăng trưởng tóc, thay đổi giọng nói và tăng ham muốn tình dục. Thuốc là một steroid tổng hợp androgen và đồng hóa và do đó là chất chủ vận của thụ thể androgen (AR), mục tiêu sinh học của androgen như testosterone và dihydrotestosterone (DHT). Nó có tác dụng đồng hóa vừa phải và tác dụng androgen yếu, cũng như không có tác dụng estrogen hoặc nguy cơ tổn thương gan. Metenolone enanthate là một ester metenolone và là một tiền chất lâu dài của metenolone trong cơ thể.
Metenolone enanthate được giới thiệu cho sử dụng y tế vào năm 1962. Ngoài công dụng y tế, metenolone enanthate còn được sử dụng để cải thiện vóc dáng và hiệu suất. Thuốc là một chất được kiểm soát ở nhiều quốc gia và vì vậy sử dụng phi y tế nói chung là bất hợp pháp. Nó vẫn được bán trên thị trường cho mục đích y tế chỉ ở một số quốc gia, chẳng hạn như Tây Ban Nha và Thổ Nhĩ Kỳ.

## Sử dụng trong y tế
Metenolone enanthate đã được nghiên cứu trong điều trị ung thư vú.

## Dược lý

### Dược lực học
Là một dẫn xuất của DHT, metenolone, dạng hoạt động của metenolone enanthate, không được aromat hóa, và do đó không có xu hướng tạo ra các tác dụng phụ estrogen như gynecomastia. Là một AAS, metenolone enanthate là antigonadotropic và có thể ức chế trục tuyến sinh dục tuyến yên hypothalamic và tạo ra hypogonadism đảo ngược và vô sinh.

### Dược động học
Thời gian bán hủy sinh học của metenolone enanthate được báo cáo là khoảng 10,5 ngày bằng cách tiêm bắp.  Bản mẫu:Parenteral durations of androgens/anabolic steroids

## Hóa học
Metenolone enanthate, hoặc metenolone 17β-enanthate, là một steroid androstane tổng hợp và là một dẫn xuất của DHT. Đây là C17β enanthate (heptanoate) este của metenolone, mà bản thân nó là 1-methyl-δ1-4,5α-dihydrotestosterone (1-methyl-δ1-DHT) hoặc 1-methyl-5α-androst-1-en-17β-ol-3-one.
| Steroid đồng hóa | Kết cấu | Ester   | Ester                | Ester                | Ester         | Quan hệ </br> <abbr title="<nowiki>molecular weight</nowiki>">mol. cân nặng | Quan hệ </br> Nội dung <abbr title="<nowiki>androgen/anabolic steroid</nowiki>">AAS b | Thời lượng c |
| Steroid đồng hóa | Kết cấu | Chức vụ | Moiety               | Kiểu                 | Độ dài a      | Quan hệ </br> <abbr title="<nowiki>molecular weight</nowiki>">mol. cân nặng | Quan hệ </br> Nội dung <abbr title="<nowiki>androgen/anabolic steroid</nowiki>">AAS b | Thời lượng c |
| --- | ------- | ------- | -------------------- | -------------------- | ------------- | --------------------------------------------------------------------------- | ------------------------------------------------------------------------------------- | ------------ |
| Boldenone unecylenate |         | C17β    | Axit undecylenic     | Axit béo chuỗi thẳng | 11            | 1,58                                                                        | 0,63                                                                                  | Dài          |
| Thuốc nhỏ giọt propionate |         | C17β    | Axit propanoic       | Axit béo chuỗi thẳng | 3             | 1,18                                                                        | 0,84                                                                                  | Ngắn         |
| Metenolone axetat |         | C17β    | Axit etanoic         | Axit béo chuỗi thẳng | 2             | 1,14                                                                        | 0,88                                                                                  | Ngắn         |
| Metenolone làm từ thiện |         | C17β    | Axit heptanoic       | Axit béo chuỗi thẳng | 7             | 1,37                                                                        | 0,73                                                                                  | Dài          |
| Nandrolone decanoate |         | C17β    | Axit decanoic        | Axit béo chuỗi thẳng | 10            | 1,56                                                                        | 0,64                                                                                  | Dài          |
| Nandrolone phenylpropionate |         | C17β    | Axit phenylpropanoic | Axit béo thơm        | - (~ 6 trận7) | 1,48                                                                        | 0,67                                                                                  | Dài          |
| Trenbolone axetat |         | C17β    | Axit etanoic         | Axit béo chuỗi thẳng | 2             | 1,16                                                                        | 0,87                                                                                  | Ngắn         |
| Trenbolone từ thiện d |         | C17β    | Axit heptanoic       | Axit béo chuỗi thẳng | 7             | 1,41                                                                        | 0,71                                                                                  | Dài          |
| Chú thích: a = Chiều dài este trong nguyên tử carbon đối với axit béo chuỗi thẳng hoặc chiều dài gần đúng của este trong nguyên tử carbon đối với axit béo thơm.b = Hàm lượng androgen / đồng hóa tương đối tính theo trọng lượng (nghĩa là hiệu lực androgenic / đồng hóa tương đối).c = Thời gian bằng cách tiêm bắp hoặc tiêm dưới da trong dung dịch dầu.d = Không bao giờ bán trên thị trường. Nguồn: Xem bài viết cá nhân. |         |         |                      |                      |               |                                                                             |                                                                                       |              |

## Lịch sử
Metenolone enanthate được giới thiệu cho sử dụng y tế vào năm 1962 tại Hoa Kỳ dưới tên thương hiệu Nibal Depot. Nó đã sớm bị ngừng sản xuất tại Hoa Kỳ và được bán trên thị trường châu Âu vào những năm 1960 và 1970 dưới tên thương hiệu Primobolan Depot.

## Xã hội và văn hoá

### Tên chung
Methenolone enanthate là USAN của metenolone enanthate và methenolone là BAN ở dạng hoạt động của nó, metenolone. Ngược lại, metenolone là INN của metenolone.

### Tên biệt dược
Metenolone enanthate đang hoặc đã được bán trên thị trường dưới tên biệt dược Nibal Injection và Primobolan Depot.

### Tính khả dụng
Metenolone enanthate được bán ở Tây Ban Nha và Thổ Nhĩ Kỳ.

### Doping trong thể thao
Có những trường hợp đã biết về doping trong các môn thể thao với metenolone enanthate của các vận động viên chuyên nghiệp.